# 멕시코 대통령
멕시코 대통령(스페인어: Presidente de México), 공식적으로 멕시코 합중국 대통령(스페인어: Presidente de los Estados Unidos Mexicanos)은 멕시코의 국가원수이자 정부수반이다. 멕시코 헌법에 따라 대통령은 연방 행정부의 수장이며 멕시코군의 총사령관이다. 현직은 2024년 10월 1일 취임한 클라우디아 셰인바움 파르도이다.
대통령직의 권력이 1917년 혁명 헌법에 근거한다는 점에서 대통령직은 혁명적인 것으로 간주된다. 멕시코 혁명의 유산 중 하나는 재선 금지다. 멕시코 대통령의 임기는 6년 단임으로 제한돼 있고 이를 '6년간'을 뜻하는 스페인어 '세세니오'(Sexenio)라 부른다. 한 번 대통령직에 올랐던 사람은 권한대행이라 하더라도 재선 또는 재임할 수 없다. 헌법과 대통령직은 철저히 대통령중심제를 따르고 있다.

## 같이 보기
- 멕시코의 국가원수 목록